# 珀盛 (伊利諾伊州)
珀盛（英語：Pershing）是位於美國伊利諾伊州富蘭克林縣的一個非建制地區。該地的面積和人口皆未知。

## 地理
珀盛的座標為37°52′48″N 88°57′55″W / 37.88000°N 88.96528°W，而該地的平均海拔高度為122米（即400英尺）。